# Хмелёвка (приток Большой Сарки)
Хмелёвка — река в России, протекает по Ульяновской области и Республике Мордовия. Правый приток реки Большая Сарка.

## География
Река берёт начало в лесах Атяшевского района Мордовии. Течёт на северо-восток. Впадает в Большую Сарку у села Хмелёвка Сурского района Ульяновской области. Устье реки находится в 22 км от устья Большой Сарки. Длина реки составляет 15 км, площадь водосборного бассейна — 49,8 км².

## Данные водного реестра
По данным государственного водного реестра России относится к Верхневолжскому бассейновому округу, водохозяйственный участок реки — Сура от Сурского гидроузла и до устья реки Алатырь, речной подбассейн реки — Сура. Речной бассейн реки — (Верхняя) Волга до Куйбышевского водохранилища (без бассейна Оки).
Код объекта в государственном водном реестре — 08010500312110000037538.